# Psychoda miyatakei
Psychoda miyatakei és una espècie d'insecte dípter pertanyent a la família dels psicòdids que es troba a Àsia: el Japó, incloent-hi l'illa de Shikoku.